# Слива русская
Слива русская, или русская слива (лат. Prunus × rossica Erem.) — новая косточковая культура, созданная в России в XX веке в результате гибридизации алычи и сливы китайской.
Сорта сливы русской регистрируются ФГУ «Государственная комиссия Российской Федерации по испытанию и охране селекционных достижений» под родовым названием «алыча».

## История
В XIX—XX веках слива китайская стала популярна в США, Европе, Южной Африке, Новой Зеландии и Австралии. В европейской части России слива китайская не получила широкого распространения из-за слабой зимостойкости и отсутствия сортов способных по вкусу конкурировать со сливой домашней.
В конце 40-х годов прошлого века К. Ф. Костина, работавшая в Никитском ботаническом саду в Ялте, занялась обследованием заброшенных садов, оставшихся на Южном берегу Крыма после войны. Там она выделила большое количество крупноплодных сортов алычи. Плоды у этих сортов созревали на месяц раньше, чем у сливы домашней, вместе с абрикосом в июле. Единственным её недостатком были недостаточно крупные плоды. Скрестив лучшие сорта алычи с крупноплодными сортами китайской сливы, выведенными Л. Бёрбанком в Калифорнии К. Ф. Костина получила первые сорта гибридной алычи, объединившие раннее созревание и экологическую приспособленность к европейским условиям алычи с крупным размером и высоким качеством плодов южных сортов сливы китайской. Особенно широкое распространение получил сорт 'Обильная' (сорт зимостоек в Донбассе, но на юге Черноземья уже подмерзает). Ситуация изменилась, когда на Крымской опытно-селекционной станции ВИР академиком Г. В. Ерёминым с коллективом соавторов в качестве исходного сорта сливы китайской для скрещивания с крупноплодной алычой была взята 'Скороплодная' селекции Х. К. Еникеева. Сочетание в новых сортах лучших признаков сливы китайской и алычи оказалось очень удачным. Алыча передала гибридам свою хорошую приспособленность к климату европейской России, устойчивость к подопреванию и болезням, приятный кисло-сладкий вкус и раннее созревание плодов, а 'Скороплодная' высокую зимостойкость, длительный период глубокого покоя, скороплодность, урожайность, меньшую кислотность плодов. 'Скороплодная' является родителем таких популярных сортов сливы русской, как 'Кубанская Комета', 'Найдёна', 'Сарматка', 'Чук', 'Гек', 'Лавина', 'Подарок Друзьям'.
Prunus ×rossica сочетает высокую продуктивность и выносливость алычи с крупноплодностью и хорошими вкусовыми качествами. Идею названия «слива русская» предложили американцы после знакомства с алычой гибридной.

## В культуре
В средней полосе России число неурожаев у русской сливы обычно значительно больше, чем у самоплодных сортов сливы домашней.
В средней полосе России и в более северных регионах не стоит отказываться от корнесобственной гибридной алычи. Слива русская может сильно подмерзать, но быстро восстанавливается, а корнесобственным растениям это удаётся проще. В Сибири, её выращивают в стелющейся форме, а сформировать её легче из корнесобственных растений. Неплохие результаты получают на подвое 'ВВА-1'. На этом подвое рост алычи снижается больше чем в два раза, ускоряется окончание вегетации. Соответственно, растения успевают подготовиться к зиме, а плоды созревают на 7—10 дней раньше и при этом не мельчают. Правда, у этого подвоя есть и недостатки: он подвержен корневому раку, несовместим с сортом 'Кубанская Комета', образует мелкие плоды в условиях засухи.
Существует несколько сортов с отделяемой косточкой: для юга России 'Глобус'. Для средней полосы можно испытать 'Комету Позднюю' и сорт с полуотделяющейся косточкой 'Июльская Роза'.
Для средней полосы России рекомендуется кустовая формировка: штамб не больше 20 см, 3—4 побега в качестве скелетных ветвей, каждый из которых формируется отдельно. В более северных регионах, где бывают сильные морозы, но есть снег, можно использовать стелющуюся формировку. Не рекомендуется делать лидерные формировки: штамбы будут мёрзнуть. В средней полосе и северных регионах, в отличие от южных, нельзя оставлять редкую крону: чем гуще крона, тем меньше дерево подмерзает. К тому же редкая крона страдает от солнечных ожогов. Формирующую обрезку слишком длинных молодых побегов рекомендуется производить летом. Нужно поймать момент, когда рост побегов только-только прекратился, и укоротить их на 20 сантиметров. Омолаживающая обрезка производится на 8—10-й год роста. Техника омоложения такая же, как и для других плодовых культур.

## Болезни и вредители
Оценка сортов сливы русской в предгорной зоне Северо-Западного Кавказа показала различную их устойчивость к дырчатой пятнистости. Наиболее высокий уровень устойчивости к заболеванию отмечен у сортов 'Глобус' и 'Колонновидная'. Практически устойчивые были сорта 'Евгения', 'Июльская Роза', 'Комета Поздняя', 'Кубанская Комета' и 'Подарок Сад-Гиганту'. Слабопоражаемыми оказались сорта 'Дынная' и 'Обильная'.
Большая группа сортов сливы русской практически устойчивы к клястероспориозу - 56%, тогда как высокоустойчивые и слабопоражаемые составляют по 22%.
Монилиальный ожог, или серая гниль (Monilia cinerea Bonorden) - опасное заболевание всех косточковых культур. Поражает монилия прежде всего цветки, затем побеги, листья, целые ветви, а у отдельных сортов кроме того и плоды. Абсолютно высокоустойчивых сортов выделить не удалось. Большая группа сортов русской сливы отнесена к практически устойчивым к монилиальному ожогу. К слабопоражаемым отнесены сорта 'Евгения', 'Комета поздняя' и 'Подарок Сад-Гиганту'.
Красная пятнистость листьев (полистигмоз) вызывается грибом Polystigma rubrum D.C.. Заражение спорами гриба происходит весной при выпадении осадков. Попадая на листья, споры возбудителя болезни вызывают появление на листьях вначале бледно-желтых, а затем крупных красных пятен, сверху блестящих, а снизу с многочисленными мелкими отверстиями, внутри которых развиваются конидии, обеспечивающие половой процесс, а затем развивается сумчатая стадия. Повторного заражения летом не происходит. Сильное поражение болезнью приводит к осыпанию листьев, резко ухудшается качество плодов за счет снижения сахаристости.

### Сорта для средней полосы России
Ряд авторов публикаций о сливах и алыче рекомендуют для выращивания в Московской и прилегающих областях небольшой набор сортов. 
В. Н. Морозов (Калужская область) рекомендует:
- 'Злато Скифов',
- 'Кубанская Комета'
- 'Июльская Роза'
- 'Клеопатра'
- 'Алые Паруса'
- 'Подарок Санкт-Петербургу'
- 'Подарок Саду-Гиганту'
- 'Сеянец Ракеты'
- 'Алёнушка'

И. С. Исаева для Московской и соседних с ней областей рекомендует:
- 'Найдёна'
- 'Кубанская Комета'
- 'Гек'
- 'Шатёр'
- 'Колонновидная'
- 'Путешественница'
- 'Зарница'
- 'Ярило'
- 'Мономах'
- 'Злато Скифов'
- 'Несмеяна'
- 'Клеопатра'
- 'Промень'
- 'Ветразь'
- 'Мара'
- 'Асалода'
- 'Витьба'

В. И. Сусов (Московская сельскохозяйственная академия имени К. А. Тимирязева) рекомендует следующие сорта:
- 'Кубанская Комета' (раннего срока созревания)
- 'Июльская Роза' (раннего срока созревания)
- 'Владимирская Комета' (среднего срока созревания)
- 'Шатёр' (среднего срока созревания)
- 'Сеянец Ракеты' (позднего срока созревания)
- 'Ванета' (позднего срока созревания)

Изучение степени плодоношения сливы проводились с 1999—2009 гг. в Ленинском районе Московской области, на лабораторном участке ГНУ ВСТИСП Россельхозакадемии. Оценивалось 245 сортов и форм подсемейства сливовых, в том числе 160 сортов
и форм сливы домашней, 31 сортообразцов китайской и канадской сливы, 56 – русской сливы (гибридной алычи). Сорта с регулярным, достаточно высоким уровнем плодоношения: сливы 'Занятная', 'Сверхранняя', 'Тульская Чёрная', 'Яхонтовая'; алыча 'Кубанская Комета'.